# Burg Mosisgreut
Die Burg Mosisgreut ist eine abgegangene mittelalterliche Burganlage (Jagdschlösschen) und späteres Rittergut an der Straße von Vogt nach Hannober (Rittergut Mosisgreut 1) im Landkreis Ravensburg in Baden-Württemberg.
Im Jahr 2012 erhielten die Besitzer für die Sanierung des Hauptgebäudes, dem sogenannten Herrenhaus, den Denkmalschutzpreis Baden-Württemberg des Schwäbischen Heimatbundes und des Landesvereins Badische Heimat. Im Mai 2024 wurde das ehemalige Rittergut von der Denkmalstiftung Baden-Württemberg zum Denkmal des Monats gekürt.